# 옆자리 괴물군
옆자리 괴물군(일본어: となりの怪物くん)은 로비코에 의한 일본의 만화 작품이다. 〈디저트〉(코단샤)에서 2008년 10월호부터 2013년 8월호까지 본편이 2013년 10월호부터 2014년 1월호까지 번외편이 연재되었다.  약칭은 〈토나카이(とな怪)〉. 2018년 2월 시점에서 단행본 누계 발행 부수는 610만부를 돌파하고 있다. 제34회(2010년도) 코단샤 만화상 소녀 부문에 노미네이트됐다.
만화가의 모리 모에와 쿠라치 요네가 〈디저트〉로 데뷔한 것은, 본작이 계기가 되었다.
대한민국에서는 대원씨아이가 13권 모두 정식 간행했다.
애니메이션은 브레인즈 베이스에서 만들어 2012년 10월 1일부터 12월 24일까지 TV 도쿄 등에서 방영되었다. 대한민국에서는 대원방송 계열인 애니박스에서 2021년 3월 11일부터 4월 1일까지 자막으로 방영되었다.

## 줄거리
주인공 미즈타니 시즈쿠는 어린 시절부터 상위의 성적을 유지하는 것 밖에 관심이 없었고, 생물에 대한 자비도 부족하다. 초등학생때 반에서 키우던 토끼가 죽고, 모두가 슬퍼하던 중에서도 원래 동물을 무서워한 일도 있어, 숙제를 좋아하는 발언으로 주위로부터 〈드라이 아이스〉라는 별명이 붙여진 공부 벌레였다.
고등학교에 입학하고, 옆자리라는 이유로 부탁받은 프린트를 전해준 것을 계기로, 입학식 당일에 유혈 사태를 일으켜 정학 해제 후에도 등교 거부를 계속해오던 문제아 요시다 하루(통칭 ‘하루’)와 알게 된다.
진정한 친구가 없는 하루에 도움을 주고, 매우 마음이, 헷갈리면서도 시즈쿠는 하루의 일에 참견을 해대기 시작한다. 결국 하루는 등교를 시작하고 두 사람의 감정에 우정이 싹트고 점차 연애에 가까운 것으로 변화해 나간다.
사실 두뇌는 명석하지만 폭력적인 행동이 눈에 띄면서 친구를 원하면서도 고립되어왔던 하루와 성적이야말로 모두 우수해야 한다는 일념으로 자신을 유지하기 위해 다른 사람과의 관계를 배제해 온 시즈쿠, 모든 것이 서투른 두 사람의 만남으로 둘러싼 인간 관계도 지금 까지와는 크게 변화해 간다.

## 관련 서적

### 단행본
- 〈옆자리 괴물군〉 고단샤 <KC 디저트> 전 13권[4]

- 1. 2009년 1월 13일 발매, ISBN 978-4-06-365540-7
  2. 2009년 6월 12일 발매, ISBN 978-4-06-365555-1
  3. 2009년 10월 13일 발매, ISBN 978-4-06-365575-9
  4. 2010년 2월 12일 발매, ISBN 978-4-06-365590-2
  5. 2010년 7월 13일 발매, ISBN 978-4-06-365613-8
  6. 2010년 12월 13일 발매, ISBN 978-4-06-365632-9
  7. 2011년 5월 13일 발매, ISBN 978-4-06-365650-3
    - 드라마 CD 포함 특장판 : 같은 날 발매 ISBN 978-4-06-358349-6

  8. 2011년 10월 13일 발매, ISBN 978-4-06-365668-8
  9. 2012년 3월 13일 발매, ISBN 978-4-06-365685-5
    - 드라마 CD 포함 특장판 : 같은 날 발매 ISBN 978-4-06-358383-0

  10. 2012년 8월 10일 발매, ISBN 978-4-06-365701-2
  11. 2013년 1월 11일 발매, ISBN 978-4-06-365717-3
  12. 2013년 8월 12일 발매, ISBN 978-4-06-365739-5
    - DVD 첨부 한정판 : 같은 날 발매 ISBN 978-4-06-358451-6

  13. 2014년 1월 10일 발매, ISBN 978-4-06-365755-5

### 관련 서적
- 〈옆자리 괴물군 FAN BOOK〉 고단샤 <KC 디저트> 2012년 11월 21일 발매, ISBN 978-4-06-365714-2

- 〈옆자리 괴물군 일러스트레이션〉 코단샤 2014년 4월 25일 발매, ISBN 978-4-06-364950-5

- 〈소설 영화 옆자리 괴물군〉 코단샤 <코단샤 KK 문고> 저자 : 마츠다 시유카 2018년 4월 12일 발매, ISBN 978-4-06-199670-0

- 〈소설 영화 옆자리 괴물군〉 코단샤 <코단샤 문고> 저자 : 아리사와 유키 2018년 4월 13일 발매, ISBN 978-4-06-293895-2

대한민국판
- 1. 제 1권 ISBN 978-89-252-9062-1 (2010년 2월 15일 출간)
  2. 제 2권 ISBN 978-89-252-9200-7 (2010년 3월 15일 출간)
  3. 제 3권 ISBN 978-89-252-9201-4 (2010년 5월 15일 출간)
  4. 제 4권 ISBN 978-89-252-9112-3 (2010년 6월 15일 출간)
  5. 제 5권 ISBN 978-89-252-8799-7 (2011년 1월 15일 출간)
  6. 제 6권 ISBN 978-89-252-7851-3 (2011년 6월 15일 출간)
  7. 제 7권 ISBN 978-89-252-8396-8 (2011년 9월 21일 출간)
  8. 제 8권 ISBN 978-89-252-9217-5 (2012년 1월 13일 출간)
  9. 제 9권 ISBN 978-89-252-9856-6 (2012년 5월 31일 출간)
  10. 제 10권 ISBN 978-89-672-5549-7 (2012년 10월 23일 출간)
  11. 제 11권 ISBN 978-89-682-2285-6 (2013년 5월 6일 출간)
  12. 제 12권 ISBN 978-89-6822-985-5 (2013년 12월 5일 출간)

## 드라마 CD
2011년 5월 13일 발매의 단행본 7권 특별판과 함께. CD는 DVD용의 톨 케이스에 수납되어 있으며, 재킷은 모두 신작이다.
수록 시간 68분. 원작 제1화와 오리지널 드라마 4편으로 구성되어 있다. 노래가 (하루&아사코·시즈쿠의 다른 엔딩이 오르면 이 노래를 선보이고 있다).
1. 오프닝
2. 옆자리 요시다군
3. 옆자리 요시다군 뒷이야기
4. 제1회 만약 친구가 100명 생긴다면 어떻게 할까?회의
5. 제1회 만약 친구가 100명 생긴다면 어떻게 할까?회의 뒷이야기
6. 하루가 떨어뜨린 물건
7. 하루가 떨어뜨린 물건 뒷이야기
8. 개와 미아와 일요일
9. 개와 미아와 일요일 뒷이야기
10. 유원지에 가자!
11. 유원지에 가자! 뒷이야기
12. 엔딩

### 특장판 특전
- 특제 BOX 단행본 7권과 드라마 CD가 수납되어 있다.

- 엽서 2장 (과거의 칼라 표지)

- 스페셜 메시지 카드 (표: 로비코 선생님의 메시지 뒷면 : 담당 게일의 더빙 일기)

- 신작 라이너 드라마 CD의 트랙 목록

## 애니메이션
2012년 10월부터 12월까지 TV 도쿄 등에서 방송 되었다. 국 방송의 애니 플렉스 제작 신작 심야 애니메이션은 본작을 마지막으로 일단 철수하고 있다.(2016년에 〈D.Gray-man HALLOW〉로 부활)
2013년 8월 12일 발매 코믹스 제 12권 뒷이야기 만화부분인 〈옆자리의 야쿠자군〉을 애니메이션화.

### 스태프
- 원작 - 로비코 (코단샤 월간 〈디저트〉 연재)
- 감독·애프터 레코딩 연출 - 카부라키 히로
- 조감독 - 나가누마 노부히로
- 시리즈 구성 - 타카기 노보루
- 캐릭터 디자인·총 작화감독 - 키시 토모히로
- 프롭 디자인 - 코다 나오코
- 미술 - 시바타 치카코
- 미술 디자인 - 이노세 유키에
- 색채 설계 - 미야와키 유미
- 촬영 - 타무라 히토시
- CG 프로듀서 - 칸바야시 노리카즈
- 편집 - 이마이 다이스케
- 음악 - 나카야마 마사토
- 음악 제작 - 애니 플렉스
- 애니메이션 프로듀서 - 사토 유미
- 프로듀서 - 요코야마 아카네, 하마노 사와코, 시라이시 마코토, 사사키 레이코
- 애니메이션 제작 - 브레인 즈베이스
- 제작 TV - 〈옆자리 괴물군〉 제작위원회 (애니플렉스, 코단샤, TV 도쿄, NAS)
- OAD - 〈옆자리 괴물군〉 OAD 제작위원회

### 주제가
- 오프닝 테마 〈Q&A 연주회!〉 작사·작곡 - 부치 토모야 / 편곡 - 후루카와 다카히로 / 노래 - 토마츠 하루카
- 엔딩 테마 〈White Wishes〉 작사 - 고바야시 나츠미 / 작곡 - 아사리 싱고 / 편곡 - ha-j / 노래 - 9nine

### Blu-ray / DVD
2012년 11월 21일부터 2013년 5월 22일까지 순차적으로 발매되었다. 첫회 한정반에는 전권도 캐릭터와 사운드트랙을 수록한 특전 CD / DVD가 동봉되어 있다.

### WEB 라디오
〈라디오 옆자리 괴물군〉은 2012년 9월 25일부터 동년 12월 25일까지 매주 화요일 온센에서 방송되고 있던 라디오 프로그램(인터넷 라디오)이다.

#### 퍼스널리티
- 스즈키 타츠히사 (요시다 하루 역)
- 오사카 료타 (사사키하라 쇼헤이 역)

### 모바일
HEROZ(구 NEC 빅 로브)가 운영하는 스마트폰 앱 카드 컬렉션 게임 〈며느리 코레〉에 참가하고 있다.

## 영화
2018년 4월 27일 스다 마사키, 츠치야 타오의 공동 주연으로 공개되었다.

### 스태프
- 원작 - 로비코 〈옆자리 괴물군〉 (코단샤 〈KC 디저트〉 간)
- 감독 - 츠키카와 쇼
- 각본 - 카네코 아리사
- 음악 - 하야시 유키
- 제작 - 이치카와 미나미
- 공동 제작 - 무라타 요시쿠니, 요시바 오사무, 유미야 세이호, 야마모토 히로시, 와타나베 아키히토, 미즈노 토쿤, 아라나미 슈, 요시카와 에이사쿠
- 이그제큐티브 프로듀서 - 야마우치 아키히로
- 기획·프로듀서 - 우스 중앙, 하루나 케이
- 프로듀서 - 고베 아키라, 바바 치아키
- 라인 프로듀서 - 아쿠네 히로유키
- 촬영 - 나베시마 아츠히로 (J.S.C.)
- 조명 - 카게츠 츠요시
- 녹음 - 구노 타케시
- 미술 - 코츠모루 코지
- 편집 - 타키타 류이치
- VFX 슈퍼 바이저 - 카마타 코우스케
- 스크립터 - 스가야 유키노
- 조감독 - 마키노 마사루
- 음향 효과 - 오오츠카 토모코
- 제작 담당 - 하마자키 린타로
- 캐스팅 - 스기 츠요시
- 음악 프로듀서 - 키타하라 쿄코
- 음악 믹스 - 오바타 미키오
- 음악 편집 - 시미즈 카즈호
- 프로덕션 총괄 - 사토 타케시
- 배급 - 도호
- 제작 프로덕션 - 도호 영화
- 제작 - 〈옆자리 괴물군〉 제작위원회 (도호, 하쿠호도 DY 음악 & 픽쳐스, 코단샤, JR동일본 기획, 하쿠호도, 로손 HMV 엔터테인먼트, 소니 뮤직 엔터테인먼트, GYAO,일본 출판 판매)

### 영화 만화
2018년 4월부터 dTV 영화 만화에서 전달되었다.  메인 캐스트는 텔레비전 애니메이션판과 공통점이 있지만, 일부 캐스트는 변경되어 있다.